# Phyllochrone
Le phyllochrone est l'intervalle de temps qui s'écoule  entre l'émergence séquentielle de feuilles successives  sur la tige principale d'une plante. 
Cette mesure est utilisée par les botanistes et les agronomes pour décrire la croissance et le développement des plantes, en particulier des céréales. 
Le terme « phyllochrone » a été décrit pour la première fois en 1966.
L'intervalle de temps entre les apparitions des feuilles peut être enregistré dans le système standard de mesure du temps, ainsi que dans celui du temps thermique (par exemple en degrés-jours).
Une unité de  phytomère s'ajoute pendant la durée d'un phyllochrone. Aucune équation permettant de prédire les phyllochrones, significativement robuste, n'a été établie.

## Variations
L'augmentation du phyllochrone chez les céréales est en corrélation légèrement curviligne avec les unités de degré de croissance.
Chez tous les cultivars de céréales, les fluctuations de la température sont le principal facteur qui affecte la durée du phyllochrone. Des facteurs secondaires moins importants apparaissent dans un certain nombre d'études différentes, et parfois contradictoires, sur la réponse phyllochronique à la variation du niveau d'éclairement, de CO2, de l'irrigation, de la disponibilité de l'azote ,de la  salinité, des propriétés du sol, de la profondeur de plantation, de l'époque de la plantation et du génotype,.
Chez les céréales, la durée du phyllochrone peut varier entre la tige principale et les talles.
Le phyllochrone peut être égal, ou non, à la durée de croissance d'une feuille.
On détermine sa valeur de manière plus précise en études de laboratoire qu'au champ car les études de terrain n'ont pas toujours noté la relation non linéaire entre la température et l'apparition des feuilles.